# Xanthostege
Xanthostege là một chi bướm đêm thuộc họ Crambidae.

## Các loài
- Xanthostege roseiterminalis Barnes & McDunnough, 1914
- Xanthostege plana Grote, 1883